# Kinku turumanya
Espèce
Kinku turumanya est une espèce d'araignées aranéomorphes de la famille des Telemidae.

## Distribution
Cette espèce est endémique de la province de Cotopaxi en Équateur,. Elle se rencontre dans la réserve biologique d'Otonga.

## Description
Le mâle holotype mesure 0,74 mm et la femelle paratype 0,76 mm.

## Systématique et taxinomie
Cette espèce a été décrite par Dupérré et Tapia en 2015.

## Publication originale
- Dupérré & Tapia, 2015 : « Discovery of the first telemid spider (Araneae, Telemidae) from South America, and the first member of the family bearing a stridulatory organ. » Zootaxa, no 4020(1), p. 191-196.